# Dermateopsis
Dermateopsis is een geslacht van schimmels uit de orde Helotiales. De familis is nog niet met zekerheid bepaald (Incertae sedis). De typesoort is Dermateopsis tabacina.

## Soorten
Volgens Index Fungorum telt het geslacht twee soorten (peildatum maart 2022):
| Soortnaam                 | Auteur(s)      | Publicatiejaar |
| ------------------------- | -------------- | -------------- |
| Dermateopsis ionomidotica | Gamundí        | 1987           |
| Dermateopsis tabacina     | (Cooke) Nannf. | 1932           |